# چارنوویتسه
چارنوویتسه (به لهستانی:  Czarnowice) یک روستا در لهستان است که در گمینا گوبین واقع شده‌است.